# Riserva naturale geologica del Piacenziano
La riserva naturale geologica del Piacenziano è un'area naturale protetta situata nei comuni di Carpaneto Piacentino, Castell'Arquato, Gropparello, Lugagnano Val d'Arda, Vernasca, in provincia di Piacenza. Ha un'estensione di oltre 300 ettari, distribuita in nove zone, posta nelle valli: del Chero, dell'Ongina, dell'Arda, del Chiavenna e del Vezzeno. Istituita con delibera del Consiglio Regionale nº 2328 del 15/02/1995 a tutela del cospicuo patrimonio di reperti fossili del pliocene.
Viene gestita da un consorzio di enti pubblici: la Provincia di Piacenza, la Comunità montana valli del Nure e dell'Arda e le amministrazioni dei cinque comuni territorialmente competenti. Partner del polo geologico sono: il Museo Geologico G. Cortesi, il MuMAB - Museo Mare Antico e Biodiversità di Salsomaggiore Terme.
La riserva nel 2011 è stata unita ad un'altra area protetta, il "Parco fluviale dello Stirone", e fa ora parte del "Parco regionale dello Stirone e del Piacenziano".

## Piacenziano
Il Piacenziano fu introdotto nella letteratura scientifica dal geologo e stratigrafo svizzero Karl Mayer-Eymar nel 1858.
Il nome fu assegnato in riferimento alla città di Piacenza nella cui provincia furono identificate le sezioni stratigrafiche.

## Zone[4]

### 1-Rio Rosello
Situato nel comune di Gropparello, nell'alveo del torrente emergono fossili appartenuti ad ambienti marini subtropicali risalenti al Pliocene medio (circa 3,4 milioni di anni fa).

### 2-Valchero
Nella parete a strapiombo sul torrente Chero le sabbie argillose grigie, contenenti fossili di ambienti costieri, si alternano a sabbie gialle riferibili ad ambienti di spiaggia vicini alla battigia. Le successioni sono databili al pliocene medio-superiore tra 2,6 e 2,1 milioni di anni fa.

### 3-Calanchi di Rio Carbonaro
Le pareti calanchive presentano sedimenti sabbiosi ricchi di fossili da sedimenti marino-costieri subtropicali risalenti a 3,4 a 3,0 milioni di anni fa, nel 1983 vi venne rinvenuto il cranio di una balenottera oggi conservato nel museo G. Cortesi a Castell'Arquato.

### 4-Voragine di Osteria di Montezago
Detta buco della balena è una profonda voragine situata nello spartiacque tra la val Chero e la val Chiavenna, delimitata da ripide pareti sulla cui sommità si trovano lembi di terreno sospesi sul vuoto. I reperti fossili risalgono al Pliocene medio (3,1-2,8 milioni di anni fa), qui tra il 1815 e il 1816 G. Cortesi rinvenne gli scheletri completi di due balene.

### 5-Calanchi di Rio Stramonte
È la zona più estesa della riserva, le pareti calanchive vedono l'alternanza di strati argillosi e sabbiosi contenenti reperti da ambienti marino-costieri del Pliocene medio e superiore (3,2-2,1 milioni di anni fa).

### 6-Torrente Arda
Tratto di alveo a nord di Castell'Arquato profondamente incassato tra pareti molto ripide. Le pareti sono segnate da depositi marino-costieri e depositi fluvio-lacustri da cui emergono fossili che documentano il ritiro del mare da queste zone e il deterioramento climatico che culminò 1,8 milioni di anni fa con l'arrivo nel Mediterraneo di organismi adatti a climi temperati-freddi.

### 7-Calanchi monte Giogo
Con lo spettacolare anfiteatro calanchivo, che si apre sul versante del Monte Giogo a ridosso del paese di Lugagnano Val d'Arda, è la zona più scenografica della riserva. Nella parte inferiore affiora lo stratotipo del Piacenziano, ricco in malacofaune fossili, qui vennero rinvenuti nel 1831 i resti di un rinoceronte e di un delfino nel 1842.

### 8-Calanchi monte Padova e monte Falcone
I fossili ben conservati e molto abbondanti appartengono al pliocene medio, uno scheletro di balena incompleto, oggi conservato al museo G. Cortesi, venne rinvenuto sul monte Falcone nel 1934.

### 9-Monte la Ciocca
Le stratigrafie di questa zona evidenziano il passaggio dal pliocene inferiore, con ambienti marini profondi, a quelli meno profondi del pliocene medio. Resti dello scheletro fossile di una balena furono rinvenuti nel 1986.